# Божидарка Дамњановић-Марковић Кика
Божидарка Дамњановић Марковић Кика (Младеновац, 20. септембар 1920 — Младеновац, 17. јануар 1996) била је учесница Народноослободилачке борбе, друштвено-политички радник СР Србије и народни херој Југославије.
Пре рата је завршила нижу гимназију и женску занатску школу. Након окупације Југославије, прикључила се Народноослободилачком покрету (НОП) и јуна 1941. постала члан Савеза комунистичке омладине (СКОЈ). Октобра 1941. ступила је у Космајски партизански одред и примљена у чланство Комунистичке партије (КПЈ). Истог месеца постала је члан Среског повереништва КПЈ за младеновачки срез, где је била задужена за политички рад са женама.
У јесен 1941, када се Космајски одред повукао са терена Космаја, остала је у малој групи партизана, која је својим акцијама требала да прикрије одлазак главнине одреда. Током рата, учествовала је у многобројним војним акцијама на Космају и у Шумадији, где је постала популарна по партизанском имену Кика. Када је 1943. поново формиран Космајски одред, постављена је за заменика политичког комесара, а истовремено је била члан Окружног комитета КПЈ за Младеновац.
Након ослобођења, завршила је Учитељску школу и извесно време радила као учитељица, а потом као директор школе и директор Завода за основно образовање. Упоредо је обављала разне друштвено-политичке дужности и била посланица републичке и савезне скупштине. Бавила се новинарско-публицистичким радом и 1978. објавила биографску књигу Ја и моји ратни другови. Од 1943. била је у браку са Дражом Марковићем, високим државним и партијским функционером Савеза комуниста, СР Србије и СФР Југославије. Сахрањена је на Новом гробљу.
Носилац је Партизанске споменице 1941. и других одликовања, међу којима је Орден народног хероја.

## Биографија
Рођена је 20. септембра 1920. у Младеновцу. Била је најстарије дете у породици железничара Животе (1889—1987) и његове супруге Цвете (1893—1940). Имала је млађег брата Миодрага (1922—1943) и сестре Надежду и Љиљану. Њена породица потиче из племена Ровчани из Никшићке жупе, одакле се у 18. веку преселила у Бијело Поље, а одатле је за време Првог српског устанка прешла у Шумадију, у село Копљари, код Аранђеловца. Прводосељени предак звао се Дамњан и по њему су добили презиме Дамњановић.
Као беба од шест месеци дата је на чување породици свог кума Велимира Благојевића, железничара и његове супруге Росе, који су такође били родом из Копљара, али нису имали деце. Како је са њима одрасла, била је пуно везана за кума и куму и није често одлазила код родитеља. Пошто је кум Велимир рано преминуо, још више се везала за куму Росу. Након завршене четворогодишње основне школе у Младеновцу, завршила је нижу гимназију у Смедеревској Паланци. После завршеног четвртог разреда гимназије, желела је да настави гимназијско школовање како би потом могла да упише факултет, али пошто је морала да се пресели код родитеља у Ваљево, како не би оставила куму, уписала је женску (домаћичку) занатску школу у Младеновцу. Године 1940. уписала је у Београду двогодишњу стенографску школу, али је њено даље школовање прекинуо почетак рата..
Током школовања, није припадала омладинском револуционарном покрету, али се приликом посета родитељима у Ваљеву, повезала са комунистима. Њен млађи брат Миодраг био је симпатизер тада илегалне Комунистичке партије Југославије (КПЈ), што је оставило јак политички утисак на њу. У Београду је 27. марта 1941. учествовала у антифашистичким манифестацијама подршке војном пучу и обарању Владе Цветковић-Мачек, која је потписала приступање Југославије Тројном пакту.

### Народноослободилачка борба
Након бомбардовања Београда и почетка Априлског рата 1941, заједно са кумом Росом Благојевић, отишла је у Копљаре, где је остала до почетка окупације, када се вратила у Младеновац. Током њиховог боравка у селу, у Младеновцу је 12. априла 1941, приликом уласка немачке војске, из правца Тополе, дошло до сукоба између припадника Вермахта и припадника Унске дивизије Југословенске војске, у коме је на обе стране било губитака. Овај догађај, значајно је одјекнуо међу мештанима Младеновца и околних села, будећи веру у отпор окупатору. Почетком лета 1941. Кика се повезала са члановима Комунистичке партије Југославије, који су радили на организовању устанка. Након напада на Совјетски Савез, крајем јуна 1941. постала је члан Савеза комунистичке омладине Југославије (СКОЈ), а у августу 1941. кандидат за члана Комунистичке партије.
Њени први политички задаци били су рад на окупљању омладине, углавном девојака, које је укључивала у Народноослободилачки покрет (НОП). Другарицама је читала материјале и прогласе, које је добијала од чланова КПЈ, упознавала их са вестима, организовала их да раде на прикупљању помоћи (одеће, обуће, муниције, новца) за Космајски партизански одред, који је формиран 2. јула 1941. на Космају. Заједно са својим другарицама, сашила је заставу Космајског одреда. Након што је сазнао да се повезала са партизанима, отац Живота јој је септембра 1941. забранио сваки излазак из куће. Почетком октобра 1941. породици је рекла да иде код ујака, али је уместо код њега отишла у Велику Иванчу, где се налазио партизански пункт за пријем нових бораца. Након дужег убеђивања, успела је надлежне да убеди да је приме у партизане.
Половином октобра 1941. ступила је у Први шумадијски партизански одред, али је истог месеца пребачена у Космајски партизански одред, у коме је примљена у чланство Комунистичке партије Југославије (КПЈ). Октобра 1941. инструктор Покрајинског комитета КПЈ за Србију Стеван Дукић формирао је Среско повереништво КПЈ за младеновачки срез чији су чланови били — секретар Живан Перишић, Мија Обрадовић, Михаило Живковић Ћата и Божидарка Дамњановић Кика, чије је задужење било рад са женама. Интензивним радом створила је велики број сарадника и симпатизера међу женама у младеновачким селима. У јесен 1941. немачке окупационе снаге покренуле су Прву непријатељску офанзиву са циљем уништења устаничких снага и заузимања слободне територије  у Шумадији и западној Србији. Међу првима, на удару офанзиве, нашао се Космајски партизански одред, са око 400 бораца, који је ускоро упао у кризу услед недостатка муниције и доласка хладнијих дана. У току офанзиве, Штаб Космајског одреда донео је одлуку да се повуче ка Ужицу, где се налазио Врховни штаб НОПОЈ и главнина партизанских снага.
Након повлачења главнине Одреда, на терену Космаја остала је мала група од 20 партизана (четири петорке), које су имале задатак да својим деловањем прикрију одлазак главнине. У свим акцијама ове групе учествовала је и Божидарка Дамњановић, тада већ позната по партизанском имену Кика. Након слома Ужичке републике и повлачења главнине партизанских снага у Санџак, децембра 1941. квислиншке снаге — припадници Српске државне страже, Српског добровољачког корпуса и легализованих четника Косте Пећанца, отпочели су на терену потрагу за преосталим партизанским групама и њиховом уништењу. Значајну улогу, у откривању преосталих партизанских група, имали су и неки бивши партизански борци, који су у току офанзиве дезертирали и прикључили се непријатељу. Током децембра 1941. страдало је или ухапшено неколико Кикиних блиских сарадника — Бора Лазић, Миодраг Боцић и Сретен Ломић (убијени); Живадин Перишић, Михаило Живковић Ћата и Михаило Борић (ухапшени). Како се међу ухапшенима нашао секретар Среског повереништва, Кика је крајем децембра преузела његову дужност.
У ново Среско повереништво КПЈ за младеновачки срез именовала је Мију Обрадовића, Милета Перића, Милету Виторовића Сликара и Загу Борић. Ова група радила је на формирању оружаних десетина, од којих су најбројније биле у селима Влашка, Шепшин, Ковачевац, Границе, Дубона, Амерић и Младеновац. Припадници партизанских десетина су преко дана боравили у својим кућама, а ноћу су наоружани патролирали, правили заседе непријатељу и вршили разне акције, које су имале задатак да код окупатора и квислинга створе утисак о неуништивости партизана. Такође, ове акције су код народа имале велики морални и политички ефекат. Уз подршку народа, на овај начин је у тешким данима изузетно хладне зиме 1941/1942. и непрекидне непријатељске потере, сачувана партизанска чета која је имала задатак да дејствује до повратка Космајског одреда. Активношћу среског повереништва на Космају је крајем 1941. и почетком 1942. деловало око 60 чланова КПЈ, преко 100 чланова СКОЈ, као и тридесетак Народноослободилачких одбора (НОО) са преко 150 одборника.
Када је 1943. поново формиран Космајски партизански одред, Кика је у њему постављена за заменика политичког комесара. До краја рата је била и у чланству Окружног комитета КПЈ за Младеновац.

### Послератна каријера
Након Другог светског рата, завршила је Учитељску школу и од 1952. радила као учитељица, а од 1959. до 1963. директора у једној београдској основној школи. Потом је до пензионисања била директор Завода за основно образовање и образовање наставника Социјалистичке Републике Србије. Упоредо је обављала разне друштвено-политичке дужности — секретар и повереник Окружног народног одбора Београда, помоћник председника Комисије државне контроле Народне Републике Србије, начелник Кадровске управе Централног комитета Комунистичке партије Србије, члан Извршног одбора Савеза удружења бораца Народноослободилачког рата Србије и члан Председништва Савеза удружења бораца Народноослободилачког рата Југославије. Више пута је бирана за народног посланика Скупштине СР Србије и Скупштине СФРЈ, а била је и члан Савета федерације. Имала је чин резервног капетана ЈНА.
Још у току рату почела је да се бави новинарско-публицистичким радом у листу Глас, органу Народног фронта Србије и листу Космајски борац. После рата, била је сарадник листова — Нови дани, Змај, Мале новине, Жена данас, Зора и бројних других публикација. Године 1978. написала је биографску књигу Ја и моји ратни другови. Добитник је Октобарске награде града Београда, 1974. године.
Године 1943. ступила је у партизански брак са својим саборцем Драгославом Дражом Марковићем (1920—2005), каснијим високим државним и партијским функционером Савеза комуниста, СР Србије и СФР Југославије. У овом браку имали су сина Милорада Мићка (1951—1995), новинара спортске рубрике Политике. Као Марковићева супруга, учествовала је на пријемима високих страних делегација и државника, као и државним прославама и манифестацијама. Након смрти супружника Марковић, њихову архивску грађу, коју су сачињавала документа, забелешке, фотографије и одликовања, преузео је 2006. Историјски архив Београда.
Умрла је 17. јануара 1996. у бањи Селтерс у Младеновцу. Кремирана је, а њена урна је положена на Новом гробљу у Београду.
Носилац је Партизанске споменице 1941. и других југословенских одликовања, међу којима су — Орден републике са златним венцем (1980), Орден рада са црвеном заставом (1961), Орден партизанске звезде са сребрним венцем, Орден заслуга за народ другог реда, Орден братства и јединства другог реда, Орден за храброст и др. Орденом народног хероја одликована је 9. октобра 1953. године.

## Контроверзе
После Другог светског рата, учествовала је у раду Суда за суђење злочина и преступа против српске националне части формираног 12. новембра 1944. године и на првом заседању овог суда учествовала је у суђењу Жанки Стокић и Сими Пандуровићу .
Постоје и наводи о томе да је била распоређена на радно место учитељице за казну јер је на неком од Титових балова стргла златну огрлицу са врата Милене Дапчевић уз узвик да се они нису зато борили.

## Фотогалерија
- Гроб породице Марковић на Новом гробљу
- Гроб породице Марковић на Новом гробљу
- Бисте Кике Дамњановић и Милосава Влајића у Младеновцу
- Биста Кике Дамњановић у Младеновцу
- Биста Кике Дамњановић у Младеновцу
- Партизанска споменица 1941.
- Орден народног хероја